# IC 4258
IC 4258 ist eine Elliptische Galaxie vom Hubble-Typ E3 im Sternbild Jagdhunde am Nordsternhimmel. Sie ist schätzungsweise 497 Millionen Lichtjahre von der Milchstraße entfernt und hat einen Durchmesser von etwa 105.000 Lichtjahren.
Die Typ-Ia-Supernova SN 2003an wurde hier beobachtet.
Das Objekt wurde am 2. Juni 1896 von Stéphane Javelle entdeckt.